# Nikolaos Trikoupīs
Nikolaos Trikoupīs (in greco Νικόλαος Τρικούπης?; Missolungi, 1869 – 1956) è stato un tiratore a segno greco.

## Biografia
Partecipò al tiro a segno delle prime Olimpiadi moderne che si svolsero ad Atene. Prese parte alla carabina libera, senza ottenere risultati di livello. Vinse la medaglia di bronzo nella carabina militare, con un punteggio di 1.713, colpendo 34 bersagli su 40.